# Blaž Kramer
Blaž Kramer (Celje, 1º giugno 1996) è un calciatore sloveno, attaccante del Konyaspor.

## Caratteristiche tecniche
È un centravanti.

## Carriera

### Club
Cresciuto nel settore giovanile del Šampion Celje, ha esordito in prima squadra il 16 aprile 2014 disputando l'incontro di seconda serie slovena vinto 4-1 contro il Bela Krajina.
Nel 2016 è passato all'Aluminij dove è rimasto una stagione prima di trasferirsi in Germania al Wolfsburg. Con i biancoverdi ha giocato nella seconda squadra segnando 26 reti in 48 prezenze prima di passare allo Zurigo nel 2019.

### Nazionale
Dopo aver giocato nelle nazionali giovanili slovene Under-19 ed Under-21, nel 2020 ha esordito in nazionale maggiore.

## Palmarès

### Club

#### Competizioni nazionali
- Campionato svizzero: 1

Zurigo: 2021-2022
- Coppa di Polonia: 1

Legia Varsavia: 2022-2023
- Supercoppa di Polonia: 1

Legia Varsavia: 2023